# Constitution turque de 1982
Pour les articles homonymes, voir Constitution de la Turquie.
Lire en ligne

Constitution de la République turque (version de 1982), disponible sur Wikisource,

 Version intégrant les amendements jusqu'à 2011

Constitution turque de 1961
La Constitution turque de 1982, amendée à de nombreuses reprises et notamment les lois constitutionnelles de 2007, 2010 et 2017, fonde l'organisation du gouvernement de la république de Turquie et définit les principes et règles de la conduite de l'État ainsi que ses responsabilités envers ses citoyens. La Constitution établit également les droits et responsabilités de ces derniers, tout en définissant les lignes directrices de la délégation et de l'exercice du pouvoir qui appartient au peuple turc.

## Histoire
La Constitution de 1982 a été votée le 18 octobre 1982 par l'Assemblée consultative et ratifiée le 7 novembre par un référendum populaire alors que le pays était gouverné par une junte militaire de 1980 à 1983.
Elle est la quatrième constitution de la république de Turquie : la première fut la Constitution de 1921, suivie par celles de 1924 (en) et de 1961. 
La Constitution, très contestée, a été amendée à de très nombreuses reprises, plus de quinze fois. En 1987, une première modification permet aux partis laïcs de redevenir acteurs de la vie politique.
La révision du 17 octobre 2001, lancée par le gouvernement laïque de Bülent Ecevit, modifie en profondeur la deuxième partie de la Constitution relative aux droits de l’homme et limite le rôle du Conseil de sécurité national, « ce « gouvernement-bis » contrôlé par la hiérarchie militaire », à celui d'une simple instance consultative.
Le texte fut aussi amendé, entre autres, en 2004 puis proposé à la révision par le gouvernement en automne 2007. Un référendum s'appuyant sur ces bases a adopté le 12 septembre 2010 de profonds amendements allant dans le sens d'une plus grande démocratie. Toujours en 2007, une autre modification du 21 octobre, fondée sur les équilibres politiques du moment, et faisant suite à l'annulation du premier tour des élections présidentielles d'avril, touche aux conditions d'élection et de quorum, en supprimant l'aval préalable des deux-tiers du parlement, ce qui éloigne la Turquie d'un régime purement parlementaire.
En mai 2016, la Grande Assemblée vote un amendement proposé par l'AKP majoritaire visant à supprimer l'immunité parlementaire des députés poursuivis pour délit (article 83). Le texte, très controversé car vu comme visant la liberté d'expression de l'opposition (138 des 550 députés sont passibles de poursuites, dont 50 des 59 élus du parti pro-kurde du HDP) est promulgué par le président Erdoğan le 7 juin 2016.

## Contenu
Selon Bülent Tanör, la constitution de 1982 élaborée par un comité de cinq personnes, et soumise à un référendum factice, était une régression sur le plan démocratique par rapport à la précédente.
La loi constitutionnelle de 2010 a amendé plusieurs articles, dont le rôle et le fonctionnement de la Cour Constitutionnelle. Elle met surtout fin au rôle politique joué par l'armée, et paradoxalement, alors qu'elle fait suite à des demandes de l'Union européenne, elle favorise la réislamisation de la société turque, en laissant plus de champ aux partis de centre-droit, qui poussent dans ce sens.

## Description de la Constitution (situation antérieure à laréforme de 2017)

### Principes généraux
« La république de Turquie est un État de droit démocratique, laïque et social, respectueux des droits de l'homme dans un esprit de paix sociale, de solidarité nationale et de justice, attaché au nationalisme d'Atatürk et s'appuyant sur les principes fondamentaux exprimés dans le préambule.

-- Article 2 de la Constitution turque de 1982 »
L'article premier indique que la Turquie est une République. L'article 3 prévoit que le territoire et la nation turques sont indivisibles et que la langue officielle est le turc. Ce même article définit le drapeau de la Turquie, son hymne national et fait d'Ankara sa capitale. Il n'est pas possible de modifier les trois premiers articles de la Constitution.
La souveraineté appartient sans réserve à la nation. Elle ne peut être déléguée à un individu, à un groupe ou à une classe donnés.
Les lois, l'administration et les organes fondamentaux de la République sont soumis aux dispositions de la Constitution.
L'article cinq de la Constitution définit la raison d'être de l'État turc, à savoir : « fournir à l'individu les moyens matériels et spirituels nécessaires à son épanouissement ».

### Organes fondamentaux de la République

#### Le législatif
« Le pouvoir législatif appartient à la Grande Assemblée nationale de Turquie au nom de la nation turque. Ce pouvoir ne peut pas être délégué.

-- Article 7 de la Constitution turque de 1982 »
La Grande Assemblée nationale de Turquie est élue au suffrage universel pour un mandat de 4 ans et se compose de 550 députés. L'âge minimum pour qu'un citoyen turc puisse présenter sa candidature aux élections législatives turques est de 25 ans. Les conditions d'éligibilité et la liste des exclusions sont fixées par l'article 80 de la constitution. Les députés représentent la nation entière.
La Grande Assemblée nationale :
- vote la loi ;
- contrôle les actions du Conseil des ministres ;
- accorde le pouvoir au Conseil des ministres de faire des décrets-lois ;
- approuve le budget ;
- autorise l'émission de monnaie ;
- déclare la guerre ;
- confirme la ratification des traités internationaux ;
- proclame, avec l'accord des trois cinquièmes de ses membres, l'amnistie ;
- exerce les autres pouvoirs qui lui sont attribués par la Constitution[15].

#### L'exécutif
« La fonction et le pouvoir exécutifs sont exercés par le Président de la République et le Conseil des ministres, en conformité avec la Constitution et les lois.

-- Article 8 de la Constitution turque de 1982 »

##### Le président de la République
Autrefois élu pour un mandat de sept ans au scrutin indirect par la Grande Assemblée nationale avec l'accord des deux tiers de ses membres, le président de la République turque est depuis la réforme constitutionnelle de 2007 élu au suffrage universel pour un mandat de cinq ans. Tout citoyen turc âgé d'au moins 40 ans et ayant terminé des études supérieures peut être candidat aux élections présidentielles. Nul ne peut exercer plus de deux mandats présidentiels. L'élection au poste de président de la République entraîne, s'il y a lieu, la rupture des liens du candidat élu avec son parti politique.
Le président de la République est le chef de l'État. En matière législative, il a pour fonctions de :
- prononcer le discours d'ouverture annuel au sein de la Grande Assemblée nationale de Turquie ;
- convoquer la Grande Assemblée nationale de Turquie ;
- promulguer les lois et, si nécessaire, demander à la Grande Assemblée nationale de Turquie une nouvelle délibération ;
- soumettre, lorsqu'il l'estime nécessaire, les projets de réforme constitutionnelle à référendum ;
- soumettre à la Cour constitutionnelle les textes législatifs qu'il juge anticonstitutionnels.

En matière exécutive, le président de la République a pour fonctions de :
- nommer le Premier ministre et accepter sa démission ;
- sur proposition du premier ministre, nommer et révoquer les ministres ;
- présider le Conseil des ministres ;
- accréditer les représentants de la Turquie auprès des États étrangers et recevoir les représentants des États étrangers accrédités auprès d'elle ;
- promulguer les traités internationaux ;
- assumer le commandement suprême des forces armées et décider de s'en servir ;
- nommer le chef d'état-major général ;
- convoquer et présider le Conseil de sécurité nationale ;
- proclamer l'état de siège ou l'état d'urgence ;
- signer les décrets ;
- exerce la grâce présidentielle en cas de maladie chronique, d'infirmité ou de sénilité ;
- nommer le président et les membres du Conseil de contrôle d'État et charger celui-ci de réaliser des missions d'étude, d'enquête et de vérification ;
- désigner les membres du Conseil de l'enseignement supérieur et les recteurs d'université ;

En matière judiciaire, le chef d'État de la Turquie a pour fonctions de désigner :
- les membres de la Cour constitutionnelle ;
- un quart des membres du Conseil d'État ;
- le procureur général de la République et le procureur général adjoint ;
- les membres de la Cour de cassation militaire ;
- les membres du Tribunal administratif militaire supérieur ;
- les membres du Conseil supérieur des juges et des procureurs[19].

##### Le Conseil des ministres
" Le Conseil des ministres se compose du Premier ministre et des ministres.
Le Premier ministre est nommé par le président de la République parmi les membres de la Grande Assemblée nationale de Turquie.
Les ministres sont désignés par le Premier ministre, parmi les membres de la Grande Assemblée nationale de Turquie ou parmi les personnes possédant les qualités requises pour être élu en tant que député, et nommés par le président de la République ; il est mis fin à leurs fonctions, en cas de nécessité, par le Président de la République sur proposition du Premier ministre. "

##### Le conseil de sécurité nationale
" Le Conseil de sécurité nationale fondé en vertu de la loi n° 2356 et exerçant les pouvoirs législatif et exécutif au nom de la nation turque, les gouvernements formés sous le régime de ce Conseil, et l'Assemblée consultative qui remplit ses fonctions en vertu de la loi n° 2485 relative à l'Assemblée constituante, ne peuvent encourir aucune responsabilité pénale, financière ou juridique en raison des diverses décisions et mesures d'exécution qu'ils auront adoptées durant la période s'étendant entre le 12 septembre 1980 et la date à laquelle sera constitué le Bureau présidentiel de la Grande Assemblée nationale de Turquie issue des premières élections générales, et aucun recours ne peut être introduit à cette fin devant une instance juridictionnelle quelconque.
Les dispositions de l'alinéa ci-dessus s'appliqueront également à ceux qui ont adopté des décisions et des mesures d'exécution ou accompli des actes matériels dans le cadre de la mise en œuvre par l'administration ou les organes, instances et agents habilités, des dites décisions et mesures. "
Cet organisme, fondé par la première réforme constitutionnelle de 1961, consacre le pouvoir politique de l'armée. Par ce conseil, elle dispose d'un droit de regard et de veto sur les actes réglementaires et législatifs des autorités politiques élues (le gouvernement et le parlement). Le conseil de sécurité nationale peut aussi voter une motion de censure contre le gouvernement, poussant celui-ci à démissionner.

#### Le judiciaire
« Le pouvoir judiciaire est exercé par des tribunaux indépendants au nom de la nation turque.

-- Article 9 de la Constitution de 1982 »
Le système judiciaire turc se compose de cinq branches spécialisées. Les juridictions supérieures sont la
Cour de cassation, le Conseil d'État, la Cour de cassation militaire, le Tribunal administratif militaire supérieur et la Cour constitutionnelle. La réforme constitutionnelle de 2004 a aboli les Tribunaux de sûreté d'État, qui étaient chargés de juger les crimes portant atteinte à la République, à l'ordre démocratique libre et à l'indivisibilité de l'État. Ces crimes relèvent maintenant de la juridiction des tribunaux civils.
Par ailleurs, la réforme constitutionnelle de 2010 a diminué la compétence de la juridiction militaire. Les crimes de nature militaire commis par des civils ne relèvent plus des tribunaux militaires. En outre, sauf en temps de guerre, ces derniers ne peuvent juger le personnel non-militaire. 
|                      | Tribunaux judiciaires       | Tribunaux administratifs                   |
| -------------------- | --------------------------- | ------------------------------------------ |
| Tribunaux civils     | Cour de cassation           | Conseil d'État                             |
| Tribunaux militaires | Cour de cassation militaire | Tribunal administratif militaire supérieur |

##### La Cour constitutionnelle
La Cour constitutionnelle de Turquie est l'instance spécialisée de la république de Turquie chargée du contrôle de constitutionnalité.
Conformément à l'article 148 de la Constitution turque de 1982, la Cour constitutionnelle exerce les fonctions suivantes :
- juger de la conformité à la Constitution, quant à la forme et quant au fond, du règlement intérieur de la Grande Assemblée nationale de Turquie et des lois et des décrets-lois, exception faite des lois et décrets-lois adoptés en période de guerre, d'état de siège ou d'état d'urgence ;
- juger de la conformité à la Constitution, quant à la forme, des amendements constitutionnels ;
- recevoir les requêtes des particuliers, lorsque les autres voies de recours ont été épuisées, qui estiment avoir été lésés par les pouvoirs publics quant aux droits et libertés inscrits dans la Convention européenne des droits de l'homme et garantis par la Constitution ;
- juger, en qualité de Haute Cour, les hauts dirigeants des pouvoirs publics[Notes 1] pour des infractions commises en lien avec leurs fonctions ;
- juger les hauts dirigeants des armées[Notes 2] pour des infractions commises en lien avec leurs fonctions ;
- exercer toutes autres fonctions qui lui sont attribuées par la Constitution[24].

Les jugements rendus par la Cour constitutionnelle sont sans appel.

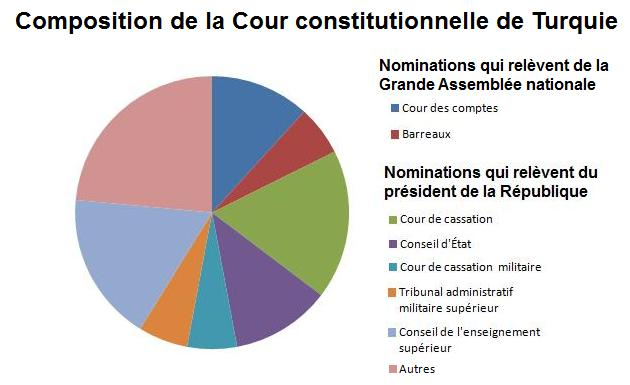
Composition de la Cour constitutionnelle de Turquie par instances de proposition de candidats et par organes chargés de la nomination.

La désignation des membres de la Cour constitutionnelle, au nombre de dix-sept, se fait comme suit :
La Grande Assemblée nationale de Turquie désigne trois membres dont :
- Deux membres, parmi trois candidats proposés par la Cour des comptes;
- Un membre, parmi trois avocats proposés par les chefs des barreaux.

Le président de la République désigne 14 membres dont :
- Trois membres, à raison d'un choisi parmi une série de trois candidats proposés par la Cour de cassation;
- Deux membres, à raison d'un choisi parmi une série de trois candidats proposés par le Conseil d'État;
- Un membre, parmi trois candidats proposés par la Cour de cassation militaire;
- Un membre, parmi trois candidats proposés par la Tribunal administratif militaire supérieur;
- Trois membres, à raison d'un choisi parmi une série de trois candidats proposés par le Conseil de l'enseignement supérieur sélectionnés pour leur expertise en Droit, en science politique ou en économie;
- Quatre membres, parmi les avocats indépendants, les cadres supérieurs, les juges et les procureurs de première catégorie ou les rapporteurs de la Cour constitutionnelle[25].

Lors de son adoption en 1982, la Constitution prévoyait que tous les membres de la Cour constitutionnelle étaient nommés uniquement par le président de la République. La réforme constitutionnelle de 2010 a modifié le processus de nomination, afin d'accorder à la Grande Assemblée nationale de Turquie le pouvoir d'élire trois des dix-sept membres. Selon le Dr. Musa Saglam, cette réforme vise à accroître la légitimité démocratique de la Cour.
Les membres de la Cour constitutionnelle y siègent pendant douze ans ; leur mandat n'est pas renouvelable. Parmi eux, ils désignent un président et un vice-président.

##### Le Tribunal des conflits
Le Tribunal des conflits règle les conflits d'attribution et de compétence qui peuvent apparaître entre la Cour de cassation, le Conseil d'État, la Cour de cassation militaire et le Tribunal administratif militaire supérieur. Il est présidé par un membre de la Cour constitutionnelle.

##### Le Conseil supérieur des juges et procureurs
Autrefois, les membres du Conseil supérieur des juges et procureurs étaient nommés par le président de la République sur proposition de candidats par la Cour de cassation et le Conseil d'État. La réforme constitutionnelle de 2010 a modifié la procédure de désignation :
- 4 membres titulaires sont désignés par le ministre de la Justice, à titre de président du Conseil, parmi des avocats et des professeurs en Droit ;
- 3 membres titulaires et 3 membres suppléments sont désignés par l'Assemblée générale de la Cour de cassation ;
- 2 membres titulaires et 2 membres suppléments sont désignés par l'Assemblée générale du Conseil d'État ;
- 1 membre titulaire et 1 membre suppléant sont désignés par l'Assemblée générale de l'Académie de justice turque ;
- 7 membres titulaires et 4 membres suppléants sont désignés par les juges et les procureurs civils, parmi des juges de première catégorie ;
- 3 membres titulaires et 2 membres suppléants sont désignés par les juges et les procureurs administratifs, parmi des juges de première catégorie.

En sus des membres ci-dessus, le secrétaire d'État à la justice est membre de droit du Conseil supérieur des juges et procureurs.

### Dispositions finales
Un tiers au moins des membres de la Grande Assemblée nationale de Turquie peut proposer par écrit des amendements constitutionnels. Ils sont débattus à deux reprises en assemblée plénière. Les amendements doivent être approuvés par les trois cinquièmes au moins des députés.
Le président de la République peut demander une seconde délibération. La Grande Assemblée doit alors adopter le projet à nouveau avec le soutien des deux tiers de ses membres.
À la suite de son adoption par le Parlement turc, la réforme constitutionnelle est soumise à référendum par le président de la République. Les articles de la loi portant amendement constitutionnelle peuvent être entièrement ou partiellement soumis à référendum, selon la volonté de la Grande Assemblée nationale.
La révision constitutionnelle est adoptée officiellement si une majorité des électeurs turcs l'appuient lors du référendum.

## Critiques

### Droits ethniques
La Constitution de 1982 a été critiquée, car elle limiterait les libertés individuelles, culturelles et politiques par rapport à la précédente Constitution adoptée en 1961. Les critiques affirment que la Constitution nie les droits fondamentaux de la population kurde parce qu'elle ne fait pas de distinction entre les Turcs et les Kurdes. Conformément au Traité de Lausanne, qui a créé la République turque, légalement, les seules minorités sont les Grecs, les Arméniens et les Juifs, qui ont aussi certains privilèges qui ne sont pas reconnus à d'autres communautés ethniques par le traité. L'article trois, implicitement, et l'article dix, explicitement, interdisent (dans l'esprit de turquicité fondée sur la citoyenneté plutôt que sur l'ethnicité mentionnée ci-dessus) la division de la nation turque en sous-entités et le renvoi à des groupes ethniques dans la loi comme étant séparée du reste de la nation turque en raison du principe de l'indivisibilité de la nation. Ce principe de l'indivisibilité est contenue également dans l'article premier de la Constitution de la République française.
L'article trois stipule que la langue officielle de la république de Turquie est le turc. La commission européenne contre le racisme et l'intolérance du Conseil de l'Europe a publié son troisième rapport sur la Turquie en février 2005. La Commission estime que le Parlement turc devrait réviser l'article 42 de la Constitution, qui interdit l'enseignement d'une langue autre que le turc comme une première langue dans les écoles. Le principe constitutionnel turc de ne pas permettre l'enseignement d'autres langues comme premières langues dans les écoles pour ses citoyens autres que la langue officielle, est similaire à la politique de l'Allemagne, de la France et de l'Autriche, tous membres de l'Union européenne[réf. nécessaire]. Depuis 2003, des cours privés d'enseignement des langues minoritaires peuvent être offerts, mais le programme d'études, la nomination des enseignants et les critères d'inscription sont soumis à des restrictions importantes. Tous les cours privés offerts en kurde ont été fermés en 2005 en raison d'obstacles bureaucratiques et de la réticence des Kurdes d'avoir à « payer pour apprendre leur langue maternelle ».
Actuellement les langues circassiennes, le kurde, le zaza et le laz peuvent être choisis pour des leçons dans des écoles publiques,,.

### Liberté d'expression
L'article 26 de la Constitution garantit la liberté d'expression. Toutefois, l'article 301 du Code pénal turc indique que « toute personne qui publiquement dénigre la nation turque, la République ou la Grande Assemblée nationale de Turquie est passible d'un emprisonnement de six mois à trois ans » et que « l'expression de la pensée à visée critique ne constitue pas un crime ».
La remarque d'Orhan Pamuk — « Un million d'Arméniens et 30 000 Kurdes ont été tués sur ces terres et personne sauf moi n'ose en parler. » — a été considérée par certains comme une violation de l'article 10 de la Constitution et a conduit à son procès en 2005. La plainte contre Orhan Pamuk a été faite par un groupe d'avocats dirigé par Kemal Kerinçsiz et les accusations furent portées par un procureur de district en vertu l'article 301 du Code pénal turc. Pamuk a été libéré et les charges annulées par le ministère de la Justice pour une question de procédure. Le même groupe d'avocats a également déposé des plaintes contre d'autres auteurs moins connus pour les mêmes motifs. Kerinçsiz a été inculpé en 2008 avec beaucoup d'autres dans l'enquête Ergenekon.

### Influence de l'armée
La constitution est également critiquée pour donner aux Forces armées turques, qui se considèrent comme les gardiens de la nature laïque et unitaire de la République et de l'héritage d'Atatürk, trop d'influence dans les affaires politiques via le Conseil de sécurité nationale[réf. nécessaire].